# آگوستین کاسکو
آگوستین کاسکو (انگلیسی: Agustín Casco؛ زادهٔ ۲۸ ژانویهٔ ۱۹۹۷) بازیکن فوتبال است.
از باشگاه‌هایی که در آن بازی کرده‌است می‌توان به باشگاه فوتبال اتلتیکو هوراکان اشاره کرد.